# 20才まえ
『20才まえ』（はたちまえ）は、南沙織通算7枚目のスタジオ・アルバム。1973年9月21日発売。発売元はCBS・ソニー。

## 解説
9枚目のシングル「色づく街」とそのB面曲「秋の午後」を含む、7枚目。前作『傷つく世代』は、SEなどの音作りに凝った "サウンドドラマ" 仕立てであったが、本作は随所にナレーションが登場するなど、"言葉" に重点を置いた作品となっている。南沙織のスタジオ・アルバム全21枚の中で、最高のセールスを記録した。
歌詞カードには、有馬三恵子によるライナーノーツを掲載している。ジャケット撮影は篠山紀信による。
「17才」から「傷つく世代」までは、ヴォーカル新録音によるシングル・メドレー形式である。
CDパッケージでの生産は中止されており、音楽配信でのみ購入が可能である。

## 収録曲
- 全作詞: 有馬三恵子、作曲・編曲: 筒美京平（特記以外）

1. 色づく街　
  - 9thシングル。
2. 20才まえ　
  - 編曲: 穂口雄右
3. 港のように[1]
4. 秋の午後　
  - 9thシングル「色づく街」のB面曲。
5. 妹よ　
  - 編曲: 高田弘
6. 素顔の朝
7. 17才　
  - 1stシングル。
8. ともだち　
  - 3rdシングル。
9. 純潔　
  - 4thシングル。
10. 哀愁のページ　
  - 5thシングル、インストゥルメンタルをバックにナレーションが読まれる。
11. 傷つく世代　
  - 7thシングル。
12. 美しい誤解　
  - 編曲: 穂口雄右
13. 私の出発　
  - 編曲: 高田弘

## 発売履歴
- 1973年9月21日 - LP
- 1991年6月15日 - CD （CD選書）
- 2006年6月14日 - CD-BOX（紙ジャケット・高音質マスターサウンド）